# Вахобов, Алишер Восикович
Алишер Восикович Вахобов (род. 1963) — Министр высшего и среднего специального образования Республики Узбекистан с 14 апреля 2014 года по 16 сентября 2016 года.. Член Кабинета Министров Республики Узбекистан с 2014 года. В его обязанности входят руководство общей деятельностью Министерства, системой высшего и среднего специального, профессионального образования, координация деятельности центра развития высшего и среднего специального, профессионального образования и кадровые вопросы Республики Узбекистан. Является профессором и кандидатом экономических наук.

## Биография
Родился в 1963 году в Республике Узбекистан.
В 1986 году окончил Ташкентский государственный университет (ныне «Национальный университет Узбекистана») по специальности Политическая экономика.
Карьера
- В 1991 году — защитил кандидатскую диссертацию на тему «Роль нематериальных сбережений в решении социальных проблем в сельских местностях».
- В 2001 году — докторскую диссертацию на тему «Многоукладная экономика в условиях рыночных отношений».
- В 1986 году — начал свою трудовую карьеру в качестве преподавателя кафедры «Экономическая теория» Ташкентского университета народного хозяйства.
- В 1991—1998 годах — работал старшим преподавателем, затем доцентом кафедры «Экономическая теория» Ташкентского финансового института.
- В 1998 году был назначен заведующим кафедры «Экономическая теория» Налогового учебного центра при Ташкентском финансовом институте.
- В 1999—2002 годах — работал деканом Финансово-экономического факультета Ташкентского финансового института.
- В 2002—2005 годах — был проректором по учебной работе Ташкентского финансового института.
- В 2005—2012 годах — занимал должность ректора Ташкентского финансового института.
- В 2012—2014 годах — был ректором Ташкентского государственного экономического университета.

Указом Президента Республики Узбекистан от 14 апреля 2014 года А. В. Вахобов был назначен Министром высшего и среднего специального образования Республики Узбекистан.